# Vera Dushevina
Vera Yevgenyevna Dushevina (en russe : Вера Евгеньевна Душевина), née le 6 octobre 1986 à Moscou (Russie), est une joueuse de tennis russe, professionnelle de 2003 à 2016.
En 2002, elle remporte l'Orange Bowl face à Grönefeld et le tournoi junior de Wimbledon en battant sa compatriote Maria Sharapova. Elle termine l'année en tant que numéro deux mondiale chez les juniors. En 2003, elle atteint la finale du tournoi junior de Roland-Garros, battue par Anna-Lena Grönefeld.
En 2005, elle réalise son meilleur résultat en Grand Chelem à l'Open d'Australie en atteignant les 1/8 de finale. En fin d'année, elle adopte la graphie anglaise de son patronyme Dushevina au lieu de Douchevina.
En 2009, après trois échecs en finale, elle remporte son premier titre WTA en simple à Istanbul, battant Lucie Hradecká en finale en deux sets secs (6-0, 6-1).

## Palmarès

### Titre en simple dames
| No | Date       | Nom et lieu du tournoi | Catégorie | Dotation  | Surface    | Finaliste      | Score    |          |
| -- | ---------- | ---------------------- | --------- | --------- | ---------- | -------------- | -------- | -------- |
| 1  | 27-07-2009 | Istanbul Cup, Istanbul | Intern'l  | 220 000 $ | Dur (ext.) | Lucie Hradecká | 6-0, 6-1 | Parcours |

### Finales en simple dames
| No | Date       | Nom et lieu du tournoi                  | Catégorie | Dotation  | Surface      | Vainqueure          | Score    |          |
| -- | ---------- | --------------------------------------- | --------- | --------- | ------------ | ------------------- | -------- | -------- |
| 1  | 13-06-2005 | International Championships, Eastbourne | Tier II   | 585 000 $ | Gazon (ext.) | Kim Clijsters       | 7-5, 6-0 | Parcours |
| 2  | 30-07-2007 | Nordic Light Open, Stockholm            | Tier IV   | 145 000 $ | Dur (ext.)   | Agnieszka Radwańska | 6-1, 6-1 | Parcours |
| 3  | 28-07-2008 | Nordea Nordic Light Open, Stockholm     | Tier IV   | 145 000 $ | Dur (ext.)   | Caroline Wozniacki  | 6-0, 6-2 | Parcours |

### Titres en double dames
| No | Date       | Nom et lieu du tournoi | Catégorie | Dotation  | Surface      | Partenaire         | Finalistes                       | Score            |          |
| -- | ---------- | ---------------------- | --------- | --------- | ------------ | ------------------ | -------------------------------- | ---------------- | -------- |
| 1  | 30-04-2007 | J&S Cup Varsovie       | Tier II   | 600 000 $ | Terre (ext.) | Tatiana Perebiynis | Elena Likhovtseva Elena Vesnina  | 7-5, 3-6, [10-2] | Parcours |
| 2  | 29-07-2013 | Citi Open Washington   | Intern'l  | 235 000 $ | Dur (ext.)   | Shuko Aoyama       | Eugenie Bouchard Taylor Townsend | 6-3, 6-3         | Parcours |

### Finales en double dames
| No | Date       | Nom et lieu du tournoi                         | Catégorie | Dotation    | Surface    | Vainqueures                                | Partenaire             | Score            |          |
| -- | ---------- | ---------------------------------------------- | --------- | ----------- | ---------- | ------------------------------------------ | ---------------------- | ---------------- | -------- |
| 1  | 21-07-2008 | Slovenia Open Portorož                         | Tier IV   | 145 000 $   | Dur (ext.) | A. Medina Garrigues Virginia Ruano Pascual | Ekaterina Makarova     | 6-4, 6-1         | Parcours |
| 2  | 22-09-2008 | Korea Tennis Championships Séoul               | Tier IV   | 145 000 $   | Dur (ext.) | Chuang Chia-jung Hsieh Su-wei              | Maria Kirilenko        | 6-3, 6-0         | Parcours |
| 3  | 20-10-2008 | FORTIS Championships Luxembourg                | Tier III  | 225 000 $   | Dur (int.) | Sorana Cîrstea Marina Erakovic             | Mariya Koryttseva      | 2-6, 6-3, [10-8] | Parcours |
| 4  | 07-02-2011 | Open GDF Suez Paris                            | Premier   | 618 000 $   | Dur (int.) | Bethanie Mattek-Sands Meghann Shaughnessy  | Ekaterina Makarova     | 6-4, 6-2         | Parcours |
| 5  | 19-09-2011 | Korea Open Séoul                               | Intern'l  | 220 000 $   | Dur (ext.) | Natalie Grandin Vladimíra Uhlířová         | Galina Voskoboeva      | 7-65, 6-4        | Parcours |
| 6  | 19-02-2012 | Memphis International Memphis                  | Intern'l  | 220 000 $   | Dur (int.) | Andrea Hlaváčková Lucie Hradecká           | Olga Govortsova        | 6-3, 6-4         | Parcours |
| 7  | 28-09-2013 | China Open Pékin                               | PREMIER*  | 5 185 625 $ | Dur (ext.) | Cara Black Sania Mirza                     | Arantxa Parra Santonja | 6-2, 6-2         | Parcours |
| 8  | 28-09-2015 | Tashkent Open Tachkent                         | Intern'l  | 250 000 $   | Dur (ext.) | Margarita Gasparyan Alexandra Panova       | Kateřina Siniaková     | 6-1, 3-6, [10-3] | Parcours |
| 9  | 08-02-2016 | St. Petersburg Ladies Trophy Saint-Pétersbourg | Premier   | 753 000 $   | Dur (int.) | Martina Hingis Sania Mirza                 | Barbora Krejčíková     | 6-3, 6-1         | Parcours |

## Parcours en Grand Chelem

### En simple dames
| Année | Open d'Australie                                        | Open d'Australie                                | Internationaux de France                             | Internationaux de France                             | Wimbledon                                        | Wimbledon          | US Open           | US Open           |
| ----- | ------------------------------------------------------- | ----------------------------------------------- | ---------------------------------------------------- | ---------------------------------------------------- | ------------------------------------------------ | ------------------ | ----------------- | ----------------- |
| 2003  | -                                                       | -                                               | -                                                    | -                                                    | Q1 \|\| style="text-align:left" \| Roberta Vinci | 1er tour (1/64)    | Ashley Harkleroad |                   |
| 2004  | 2e tour (1/32)                                          | Venus Williams                                  | 2e tour (1/32)                                       | Paola Suárez                                         | 1er tour (1/64)                                  | Magdalena Maleeva  | 3e tour (1/16)    | Jennifer Capriati |
| 2005  | 4e tour (1/8)                                           | Svetlana Kuznetsova                             | 1er tour (1/64)                                      | Mary Pierce                                          | 1er tour (1/64)                                  | Ana Ivanović       | 2e tour (1/32)    | Shahar Peer       |
| 2006  | 1er tour (1/64)                                         | Catalina Castaño                                | 2e tour (1/32)                                       | Amélie Mauresmo                                      | 1er tour (1/64)                                  | Akiko Morigami     | 1er tour (1/64)   | Ana Ivanović      |
| 2007  | 1er tour (1/64)                                         | Marion Bartoli                                  | 2e tour (1/32)                                       | Katarina Srebotnik                                   | 2e tour (1/32)                                   | Justine Henin      | 3e tour (1/16)    | Ana Ivanović      |
| 2008  | -                                                       | -                                               | 1er tour (1/64)                                      | Elena Dementieva                                     | 2e tour (1/32)                                   | Bethanie Mattek    | 1er tour (1/64)   | Ana Ivanović      |
| 2009  | 1er tour (1/64)                                         | Iveta Benešová                                  | 1er tour (1/64)                                      | Caroline Wozniacki                                   | 2e tour (1/32)                                   | Elena Vesnina      | 1er tour (1/64)   | Venus Williams    |
| 2010  | 1er tour (1/64)                                         | Elena Dementieva                                | 1er tour (1/64)                                      | Alona Bondarenko                                     | 2e tour (1/32)                                   | Tsvetana Pironkova | 1er tour (1/64)   | Alona Bondarenko  |
| 2011  | 2e tour (1/32)                                          | Samantha Stosur                                 | 2e tour (1/32)                                       | Jelena Janković                                      | 1er tour (1/64)                                  | Roberta Vinci      | 2e tour (1/32)    | Maria Kirilenko   |
| 2012  | 1er tour (1/64)                                         | Petra Kvitová                                   | 1er tour (1/64)                                      | Claire Feuerstein                                    | 1er tour (1/64)                                  | Aleksandra Wozniak | 2e tour (1/32)    | Sara Errani       |
| 2013  | 1er tour (1/64)                                         | Julia Görges                                    | Q3 \|\| style="text-align:left" \| Dinah Pfizenmaier | Q2 \|\| style="text-align:left" \| Nastassja Burnett | 1er tour (1/64)                                  | Sabine Lisicki     |                   |                   |
| 2014  | Q3 \|\| style="text-align:left" \| Duan Ying-Ying       | Q1 \|\| style="text-align:left" \| Olga Savchuk | Q1 \|\| style="text-align:left" \| Melanie Oudin     | —                                                    | —                                                |                    |                   |                   |
| 2015  | —                                                       | —                                               | Q3 \|\| style="text-align:left" \| Dinah Pfizenmaier | —                                                    | —                                                | —                  | —                 |                   |
| 2016  | Q1 \|\| style="text-align:left" \| Anastasija Sevastova | —                                               | —                                                    | —                                                    | —                                                | —                  | —                 |                   |

à droite du résultat, l’ultime adversaire.

### En double dames
| Année | Open d'Australie             | Open d'Australie            | Internationaux de France       | Internationaux de France    | Wimbledon                     | Wimbledon                    | US Open                      | US Open                    |
| ----- | ---------------------------- | --------------------------- | ------------------------------ | --------------------------- | ----------------------------- | ---------------------------- | ---------------------------- | -------------------------- |
| 2005  | -                            | -                           | 2e tour (1/16) B. Strýcová     | B. Stewart Sam Stosur       | 1/4 de finale Shahar Peer     | A.-L. Grönefeld Navrátilová  | 2e tour (1/16) Shahar Peer   | Lisa Raymond Sam Stosur    |
| 2006  | 1er tour (1/32) Shahar Peer  | V. Ruano Paola Suárez       | 1er tour (1/32) G. Voskoboeva  | E. Bychkova Mervana Jugić   | 2e tour (1/16) G. Voskoboeva  | Květa Peschke F. Schiavone   | 1er tour (1/32) Beygelzimer  | Ana Ivanović M. Kirilenko  |
| 2007  | 3e tour (1/8) M. Kirilenko   | A. Harkleroad G. Voskoboeva | 3e tour (1/8) T. Perebiynis    | Cara Black Liezel Huber     | 1er tour (1/32) T. Perebiynis | N. Vaidišová B. Z. Strýcová  | 2e tour (1/16) T. Perebiynis | Anabel Medina V. Ruano     |
| 2008  | -                            | -                           | 1er tour (1/32) T. Perebiynis  | A. Kleybanova E. Makarova   | 2e tour (1/16) Dzehalevich    | Cara Black Liezel Huber      | 2e tour (1/16) Dzehalevich   | Lisa Raymond Sam Stosur    |
| 2009  | 2e tour (1/16) Olga Savchuk  | D. Hantuchová Ai Sugiyama   | 3e tour (1/8) An. Rodionova    | Anabel Medina V. Ruano      | 2e tour (1/16) T. Perebiynis  | Kaia Kanepi İpek Şenoğlu     | 2e tour (1/16) An. Rodionova | O. Govortsova Kudryavtseva |
| 2010  | 3e tour (1/8) An. Rodionova  | Sally Peers Laura Robson    | 2e tour (1/16) E. Makarova     | A. Bondarenko K. Bondarenko | 2e tour (1/16) E. Makarova    | J. Janković C. Scheepers     | 1er tour (1/32) Sania Mirza  | A. Kleybanova E. Makarova  |
| 2011  | 1er tour (1/32) E. Makarova  | A. Kleybanova Anabel Medina | 1er tour (1/32) E. Makarova    | Sania Mirza Elena Vesnina   | 3e tour (1/8) E. Makarova     | Nadia Petrova An. Rodionova  | 2e tour (1/16) S. Arvidsson  | Gisela Dulko F. Pennetta   |
| 2012  | 2e tour (1/16) Shahar Peer   | Polona Hercog Zheng Jie     | 2e tour (1/16) Chuang Ch-j.    | Anabel Medina Arantxa Parra | 1er tour (1/32) Chuang Ch-j.  | A.-L. Grönefeld Petra Martić | 2e tour (1/16) T. Tanasugarn | Hsieh Su-wei Anabel Medina |
| 2013  | 2e tour (1/16) O. Govortsova | S. Williams V. Williams     | 1er tour (1/32) A. Panova      | Pavlyuchenkova L. Šafářová  | 1er tour (1/32) A. Panova     | Hsieh Su-wei Peng Shuai      | 1er tour (1/32) H. Watson    | Klemenschits A. Klepač     |
| 2014  | 3e tour (1/8) E. Bouchard    | Cara Black Sania Mirza      | 2e tour (1/16) Zheng Saisai    | Hsieh Su-wei Peng Shuai     | 2e tour (1/16) Ch. Scheepers  | A. Hlaváčková Zheng Jie      | -                            | -                          |
| 2015  | -                            | -                           | 1er tour (1/32) M. J. Martínez | A. Hlaváčková L. Hradecká   | 2e tour (1/16) M. J. Martínez | M. Krajicek B. Strýcová      | -                            | -                          |
| 2016  | 1er tour (1/32) K. Siniaková | Tímea Babos K. Srebotnik    | 1er tour (1/32) Raluca Olaru   | Chr. McHale C. Vandeweghe   | -                             | -                            | -                            | -                          |

sous le résultat, la partenaire ; à droite, l’ultime équipe adverse.

### En double mixte
| Année | Open d'Australie            | Open d'Australie        | Internationaux de France    | Internationaux de France | Wimbledon                        | Wimbledon                 | US Open | US Open |
| ----- | --------------------------- | ----------------------- | --------------------------- | ------------------------ | -------------------------------- | ------------------------- | ------- | ------- |
| 2006  | -                           | -                       | -                           | -                        | 3e tour (1/8) Wesley Moodie      | Zheng Jie Max Mirnyi      | -       | -       |
| 2007  | -                           | -                       | -                           | -                        | 3e tour (1/8) Wesley Moodie      | Likhovtseva Daniel Nestor | -       | -       |
| 2009  | -                           | -                       | -                           | -                        | 1er tour (1/32) J. Brunström     | Y. Shvedova Eric Butorac  | -       | -       |
| 2010  | -                           | -                       | -                           | -                        | 1/4 de finale D. Toursounov      | I. Benešová Lukáš Dlouhý  | -       | -       |
| 2012  | -                           | -                       | 1er tour (1/16) J. S. Cabal | Liezel Huber Max Mirnyi  | 1er tour (1/32) J. S. Cabal      | V. Zvonareva Marcelo Melo | -       | -       |
| 2013  | -                           | -                       | -                           | -                        | 1/2 finale J.-J. Rojer           | Lisa Raymond Bruno Soares | -       | -       |
| 2014  | 1er tour (1/16) J.-J. Rojer | A.-L. Grönefeld A. Peya | -                           | -                        | 1/2 finale A.-U.-H. Qureshi      | Sam Stosur N. Zimonjić    | -       | -       |
| 2015  | -                           | -                       | -                           | -                        | 1er tour (1/32) A.-U.-H. Qureshi | Johanna Konta Ken Skupski | -       | -       |

sous le résultat, le partenaire ; à droite, l’ultime équipe adverse.

## Parcours en «Premier Mandatory» et «Premier 5»
Découlant d'une réforme du circuit WTA inaugurée en 2009, les tournois WTA « Premier Mandatory » et « Premier 5 » constituent les catégories d'épreuves les plus prestigieuses, après les quatre levées du Grand Chelem.

### En simple dames
| Année |              | Premier Mandatory               | Premier Mandatory               | Premier Mandatory           | Premier Mandatory           |       | Premier 5 | Premier 5                     | Premier 5                        | Premier 5 | Premier 5                     | Premier 5 | Premier 5            |
| Année | Indian Wells | Miami                           | Madrid                          | Pékin                       |                             | Dubaï | Rome      | Canada                        | Cincinnati                       |           | Tokyo                         |           |                      |
| Année | Indian Wells | Miami                           | Madrid                          | Pékin                       |                             | Doha  | Rome      | Canada                        | Cincinnati                       |           | Wuhan                         |           |                      |
| Année | Indian Wells | Miami                           | Madrid                          | Pékin                       |                             |       | Rome      | Canada                        | Cincinnati                       |           |                               |           |                      |
| 2009  |              | 3e tour (1/16) S. Bammer        | 1er tour (1/64) G. Voskoboeva   | 1/4 de finale C. Wozniacki  | 1er tour (1/32) V. Williams |       |           | 2e tour (1/16) V. Zvonareva   | 1er tour (1/32) D. Hantuchová    |           | 1er tour (1/32) M.J. Martínez |           | 2e tour (1/16) Li N. |
| 2010  |              | 2e tour (1/32) M. Sharapova     | 1er tour (1/64) A. Kudryavtseva | 2e tour (1/16) S. Williams  | 3e tour (1/8) F. Schiavone  |       |           | 1er tour (1/32) A. Sevastova  | 1er tour (1/32) A. Petkovic      |           | 2e tour (1/16) J. Janković    |           |                      |
| 2011  |              | 1er tour (1/64) B. Mattek-Sands | 1er tour (1/64) E. Makarova     | 1er tour (1/32) V. Azarenka |                             |       |           | 1er tour (1/32) K. Kanepi     | 2e tour (1/16) A. Pavlyuchenkova |           |                               |           |                      |
| 2012  |              |                                 | 1er tour (1/64) B. Strýcová     |                             |                             |       |           | 1er tour (1/32) K. Bondarenko |                                  |           |                               |           |                      |
| 2013  |              |                                 |                                 |                             |                             |       |           | 1er tour (1/32) C. McHale     |                                  |           |                               |           |                      |

Sous le résultat, l’ultime adversaire.

### En double dames
| Année                      | Premier Mandatory       | Premier Mandatory         | Premier Mandatory    | Premier Mandatory          | Premier Mandatory   | Premier Mandatory         | Premier Mandatory        | Premier Mandatory          | Premier 5           | Premier 5                | Premier 5            | Premier 5                | Premier 5              | Premier 5                    | Premier 5     | Premier 5                    | Premier 5              | Premier 5               | Premier 5    | Premier 5 | Premier 5 | Premier 5 |
| Année                      | Indian Wells            | Indian Wells              | Miami                | Miami                      | Madrid              | Madrid                    | Pékin                    | Pékin                      | Dubaï               | Dubaï                    | Doha                 | Doha                     | Rome                   | Rome                         | Canada        | Canada                       | Cincinnati             | Cincinnati              | Tokyo        | Tokyo     | Wuhan     | Wuhan     |
| -------------------------- | ----------------------- | ------------------------- | -------------------- | -------------------------- | ------------------- | ------------------------- | ------------------------ | -------------------------- | ------------------- | ------------------------ | -------------------- | ------------------------ | ---------------------- | ---------------------------- | ------------- | ---------------------------- | ---------------------- | ----------------------- | ------------ | --------- | --------- | --------- |
| 2009                       |                         |                           |                      |                            |                     |                           |                          |                            |                     |                          |                      |                          |                        |                              |               |                              |                        |                         |              |           |           |           |
| 1er tour (1/16) Shvedova   | Yan Zi Zheng Jie        | 2e tour (1/8) Shvedova    | Peschke Raymond      | 1er tour (1/16) Voskoboeva | King Niculescu      | 1er tour (1/16) Rodionova | Pavlyuchenkova Wickmayer | 1er tour (1/16) Koryttseva | Poutchek Rodionova  |                          |                      | 1/4 de finale Voskoboeva | Hsieh S. Peng          | 1/4 de finale Rodionova      | Black Huber   | 1er tour (1/16) Rodionova    | Amanmuradova Niculescu | 1er tour (1/8) Makarova | Medina Ruano |           |           |           |
| 2010                       |                         |                           |                      |                            |                     |                           |                          |                            |                     |                          |                      |                          |                        |                              |               |                              |                        |                         |              |           |           |           |
| 2e tour (1/8) Rodionova    | Kirilenko Radwańska     | 1er tour (1/16) Rodionova | Dekmeijere Schnyder  | 1er tour (1/16) Makarova   | Kirilenko Radwańska | 1/2 finale Parra          | Dulko Pennetta           | 2e tour (1/8) Rodionova    | Llagostera Martínez |                          |                      | 1/4 de finale Jans       | Llagostera MJ Martínez | 1er tour (1/16) Amanmuradova | Coin Rosolska | 1er tour (1/16) Amanmuradova | Shaughnessy Vesnina    | —                       | —            |           |           |           |
| 2011                       |                         |                           |                      |                            |                     |                           |                          |                            |                     |                          |                      |                          |                        |                              |               |                              |                        |                         |              |           |           |           |
| 1er tour (1/16) Makarova   | Janković Pavlyuchenkova | 1er tour (1/16) Makarova  | Hantuchová Radwańska | 1er tour (1/16) Poutchek   | Petrova Rodionova   | 1er tour (1/16) Peer      | Hsieh S. Voskoboeva      | 2e tour (1/8) Peng         | Peschke Srebotnik   |                          |                      | 2e tour (1/8) Poutchek   | Dulko Pennetta         | 1/4 de finale Hradecká       | Forfait       | —                            | —                      | —                       | —            |           |           |           |
| 2012                       |                         |                           |                      |                            |                     |                           |                          |                            |                     |                          |                      |                          |                        |                              |               |                              |                        |                         |              |           |           |           |
| 1er tour (1/16) Peer       | Mirza Vesnina           | 1/4 de finale Peer        | Dulko Suárez         | —                          | —                   | 1/4 de finale Rosolska    | Srebotnik Zheng Jie      |                            |                     | 1/4 de finale Peer       | Kops-Jones Spears    | 1/4 de finale Chuang     | Makarova Vesnina       | 2e tour (1/8) Tanasugarn     | Huber Raymond | 2e tour (1/8) Suárez         | Llagostera Martínez    | —                       | —            |           |           |           |
| 2013                       |                         |                           |                      |                            |                     |                           |                          |                            |                     |                          |                      |                          |                        |                              |               |                              |                        |                         |              |           |           |           |
| 1/4 de finale Panova       | Date-Krumm Dellacqua    | 1er tour (1/16) Parra     | Moulton-Levy Zhang   | —                          | —                   | Finale Parra              | Black Mirza              |                            |                     | 1er tour (1/16) Janković | Garcia McHale        | —                        | —                      | —                            | —             | 2e tour (1/8) Soler          | Hsieh S. Peng          | —                       | —            |           |           |           |
| 2014                       |                         |                           |                      |                            |                     |                           |                          |                            |                     |                          |                      |                          |                        |                              |               |                              |                        |                         |              |           |           |           |
| 2e tour (1/8) Lučić-Baroni | Hradecká Zheng Jie      |                           |                      |                            |                     |                           |                          |                            |                     | 1er tour (1/16) Parra    | Buryachok Diatchenko |                          |                        |                              |               |                              |                        |                         |              |           |           |           |

N.B. : le nom de la partenaire se trouve sous le résultat ; le nom des ultimes adversaires se trouve à droite.

## Parcours en Fed Cup
| #                                                                | Date       | Lieu     | Surface      | Gagnante(s)                  | Perdante(s)                     | Score     |          |
|                                                                  |            |          |              |                              |                                 |           |          |
| 2005 - 1/4 de finale (groupe mondial) - Italie - Russie - 1 : 4  |            |          |              |                              |                                 |           |          |
| 1                                                                | 23/04/2005 | Brindisi | Terre (ext.) | Vera Dushevina Dinara Safina | Tathiana Garbin Mara Santangelo | 6-3, 7-5  | Parcours |
|                                                                  |            |          |              |                              |                                 |           |          |
| 2005 - 1/2 finale (groupe mondial) - Russie - États-Unis - 4 : 1 |            |          |              |                              |                                 |           |          |
| 2                                                                | 09/07/2005 | Moscou   | Terre (int.) | Vera Dushevina Dinara Safina | Corina Morariu Venus Williams   | 6-1, 7-5  | Parcours |
|                                                                  |            |          |              |                              |                                 |           |          |
| 2006 - Barrage (groupe mondial I) - Croatie - Russie - 2 : 3     |            |          |              |                              |                                 |           |          |
| 3                                                                | 15/07/2006 | Umag     | Terre (ext.) | Sanja Ancic                  | Vera Dushevina                  | 7-65, 6-2 | Parcours |

## Classements WTA

### Classements en simple en fin de saison
| Année | 2002 | 2003 | 2004 | 2005 | 2006 | 2007 | 2008 | 2009 | 2010 | 2011 | 2012 | 2013 | 2014 | 2015 |
| Rang  | 494  | 108  | 63   | 39   | 97   | 41   | 88   | 44   | 54   | 86   | 141  | 120  | 478  | 522  |

source : (en) « Classements de Vera Dushevina », sur le site officiel du WTA Tour

### Classements en double en fin de saison
| Année | 2002 | 2003 | 2004 | 2005 | 2006 | 2007 | 2008 | 2009 | 2010 | 2011 | 2012 | 2013 | 2014 | 2015 |
| Rang  | 410  | 288  | -    | 67   | 58   | 31   | 59   | 45   | 48   | 46   | 43   | 38   | 92   | 90   |

source : (en) « Classements de Vera Dushevina », sur le site officiel du WTA Tour